# ایس، درنته
ایس، درنته (به هلندی: Ees) یک منطقهٔ مسکونی در هلند است که در بورخر-ادورن واقع شده‌است. ایس ۳۶۳ نفر جمعیت دارد.